# Orthometopon kuehnelti
Orthometopon kuehnelti är en kräftdjursart som beskrevs av Helmut Schmalfuss 1979. Orthometopon kuehnelti ingår i släktet Orthometopon och familjen Trachelipodidae. Inga underarter finns listade i Catalogue of Life.